# Рохунеэме
Ро́хунеэме (эст. Rohuneeme), ранее также Ро́хонеме, Ро́хонемме — деревня в волости Виймси уезда Харьюмаа, Эстония.

## География и описание
Расположена на северо-западной оконечности полуострова Виймси в 19 километрах по шоссе от центра Таллина. К деревне также относятся острова Крязули (эст. Kräsuli) и Кумбли (эст. Kumbli). Граничит с деревнями Пюйнси, Лубья и Келвинги. Высота над уровнем моря — 25 метров. 
Климат умеренный. Официальный язык — эстонский. Почтовый индекс — 74012.

## Население
По данным переписи населения 2021 года, в Рохунеэме насчитывалось 422 жителя, из них 392 (93,8 %) — эстонцы.
По данным переписи населения 2011 года, число жителей деревни составило 464 человека, из них 417 (92,7 %) — эстонцы.
Численность населения деревни Рохунеэме по данным переписей населения:
| Год  | 1959 | 1970  | 1979  | 1989  | 2000  | 2011  | 2021  |
| ---- | ---- | ----- | ----- | ----- | ----- | ----- | ----- |
| Чел. | 100  | ↗ 161 | ↗ 240 | ↗ 265 | ↗ 320 | ↗ 464 | ↘ 422 |

## История
Первые сведения о поселении на месте нынешней деревни относятся к 1375 году (opidum Longenes).

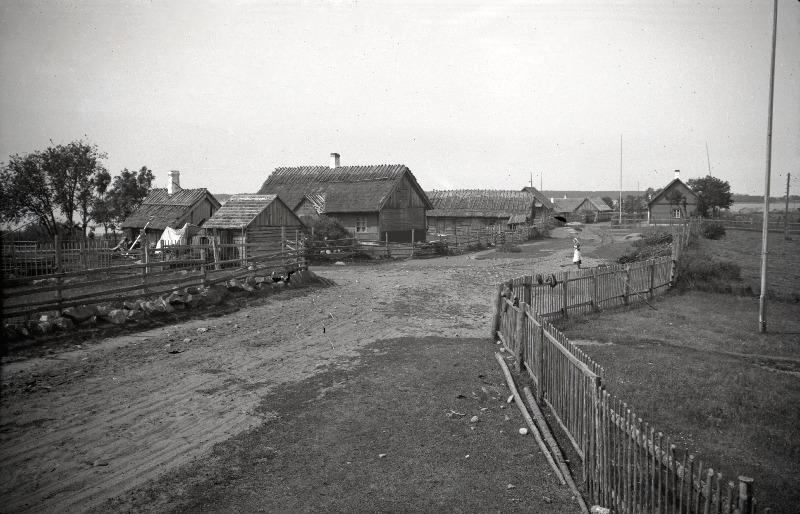
Рохунеэме в 1938 году

Одним из первых названий деревни было Cristnisz (1541), затем Christeniss (1555). В 1543 году встречались также названия Rohuwen и Rohoneen. С 1561 года упоминается Rogenam, затем — Rohanem (1686), Rau Nemy (1686) и Roganem (1770).
На военно-топографических картах Российской империи (1846–1863 годы), в состав которой входила Эстляндская губерния, деревня обозначена как Рохонеме.
Согласно поминальным книгам монастыря Святой Бригитты, в средние века жителями деревни были шведы. С 1636 года в бумагах монастыря стали появляться эстонские имена. С одного из самых богатых хуторов деревни — хутора Оти — вышел известный деятель волости Виймси и член второго созыва Рийгикогу Юлиус Ламбот.  Его судьба была печальной: в августе 1941 года он был убит вместе с двумя сыновьями, и все они были похоронены на кладбище Рохунеэме.
Кладбище Рохунеэме было основано в 1920 году и как исторический памятник внесено в Эстонский Государственный регистр памятников культуры.
В годы советской власти недалеко от деревни находилась ракетная база ПВО СССР.
На территории деревни расположено кладбище Рохунеэме.

## Достопримечательности
На территории деревни находится пятый по величине ледниковый валун Эстонии — валун Рохунеэме (или «камень Майсинийди»). Валун внесён в Регистр окружающей среды как объект, охраняемый государством.

## Галерея

Деревня Рохунеэме
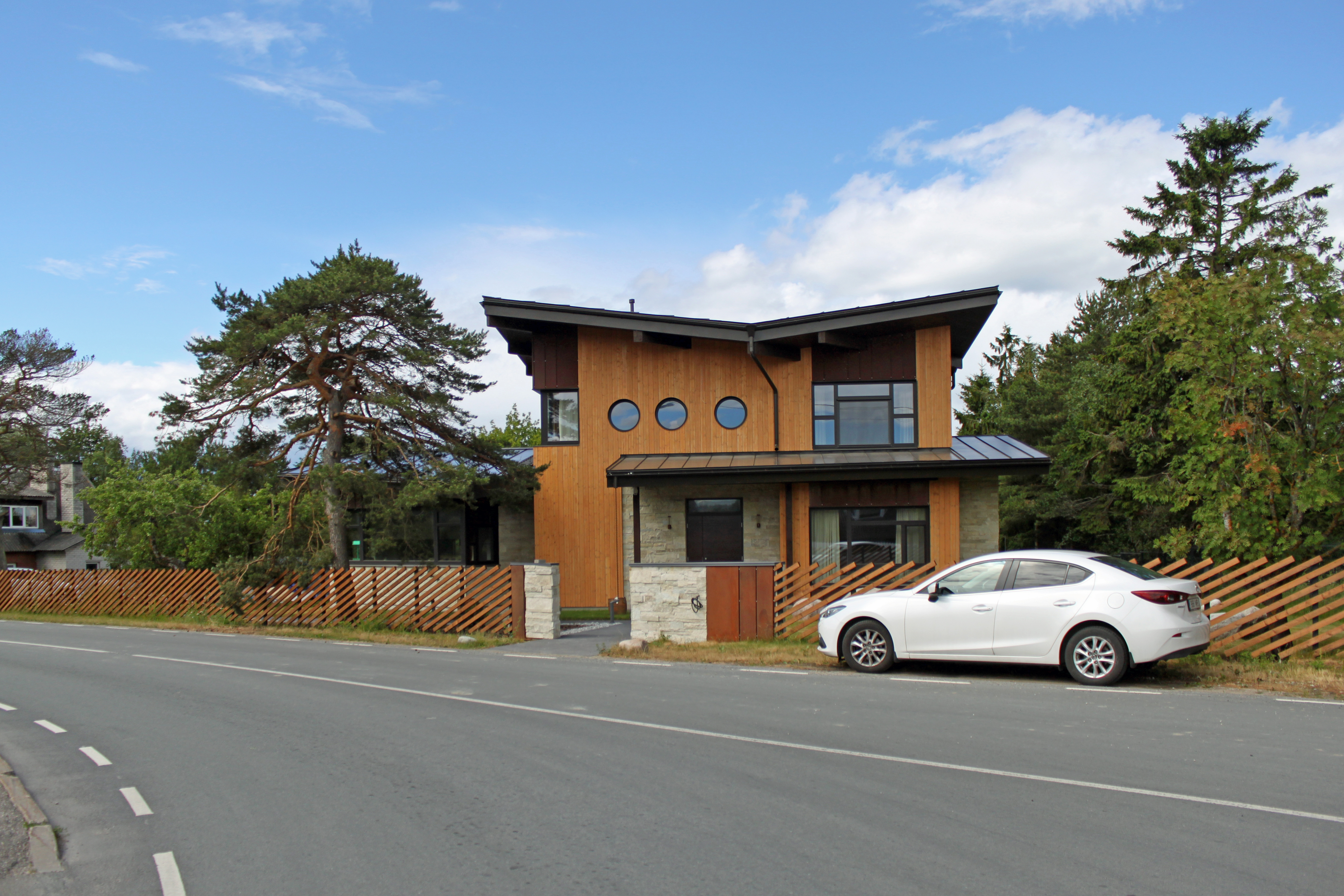
Улица Суур-Рингтеэ
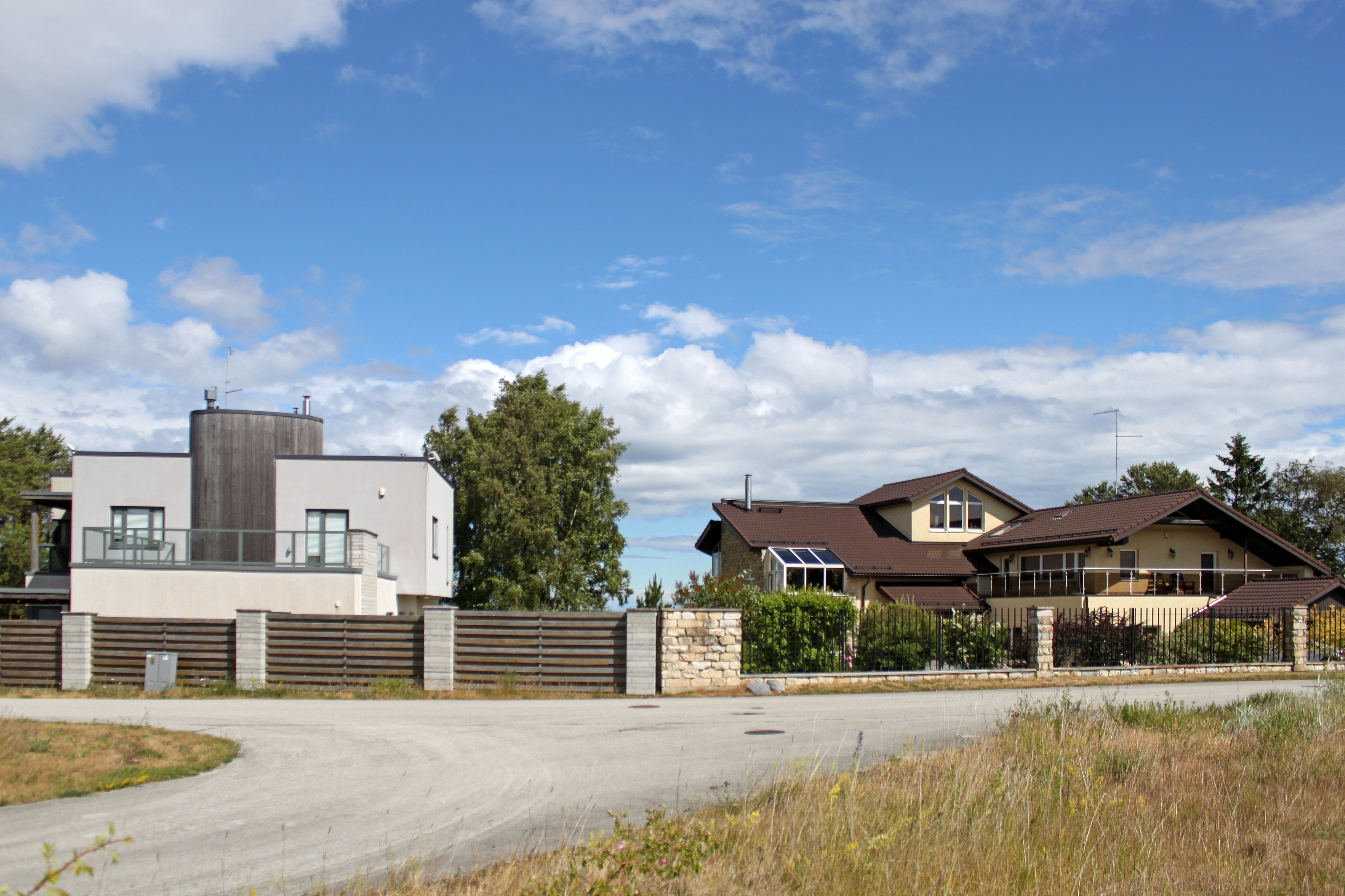
Улица Кивинеэме
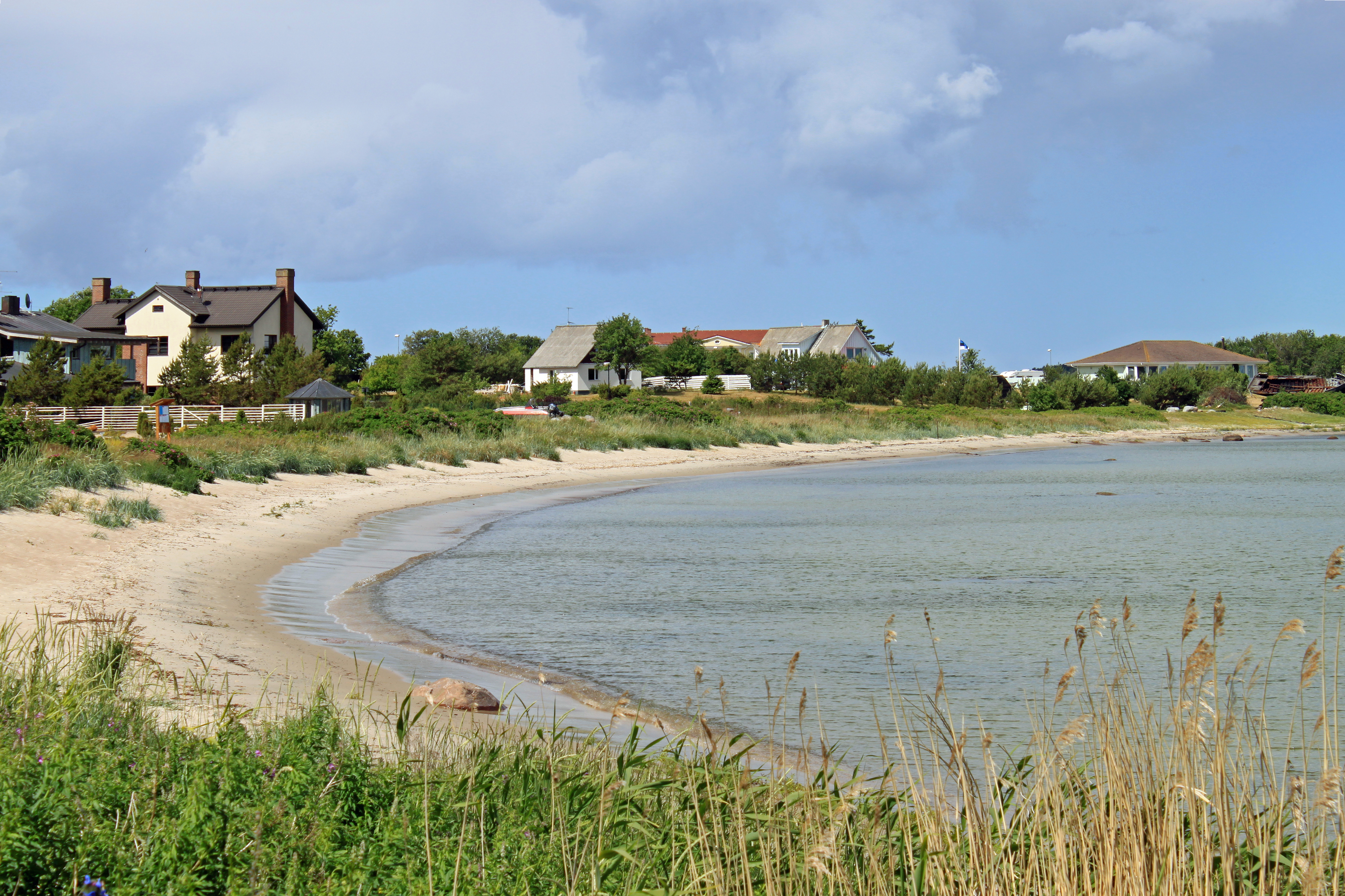
Пляж
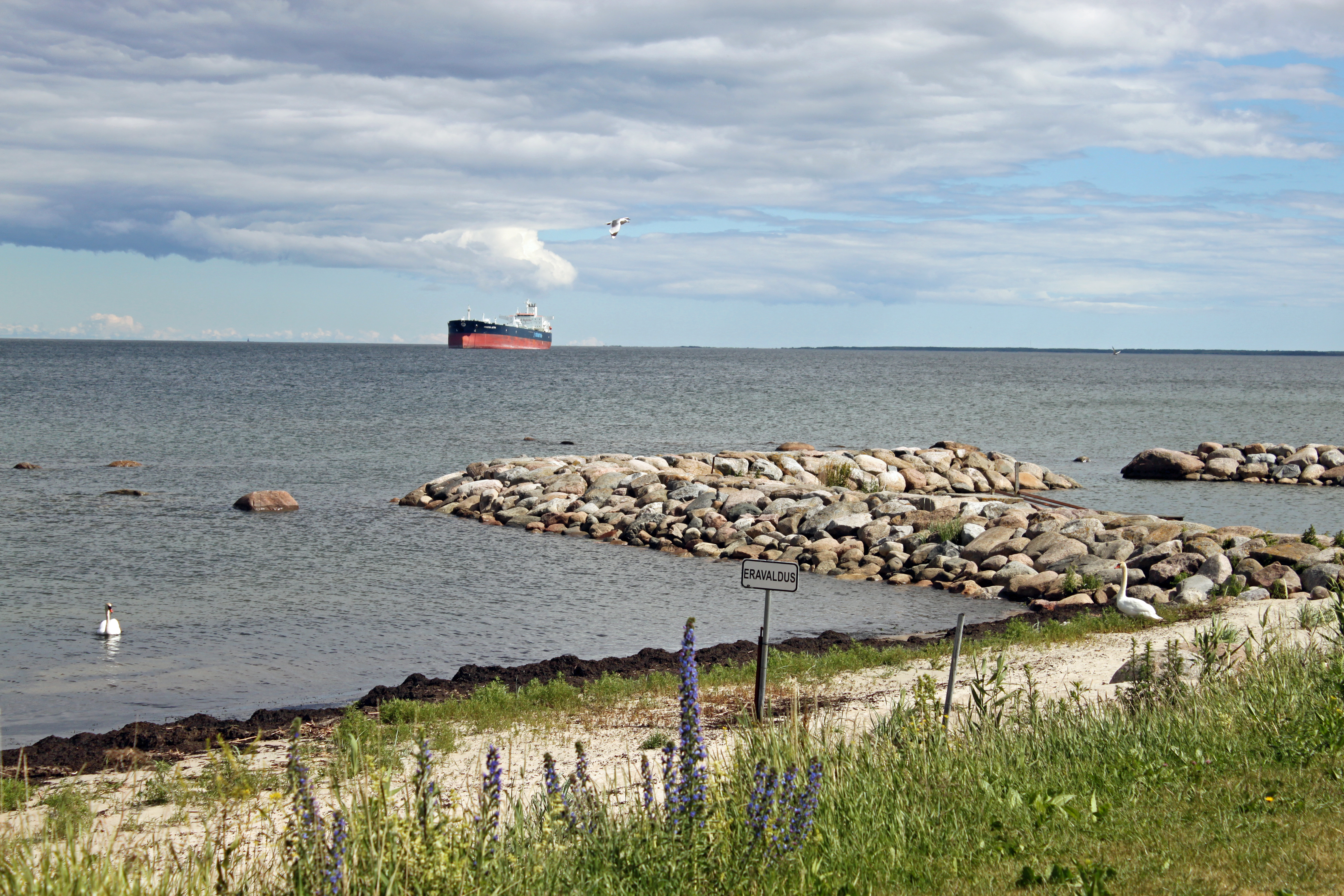
Берег моря
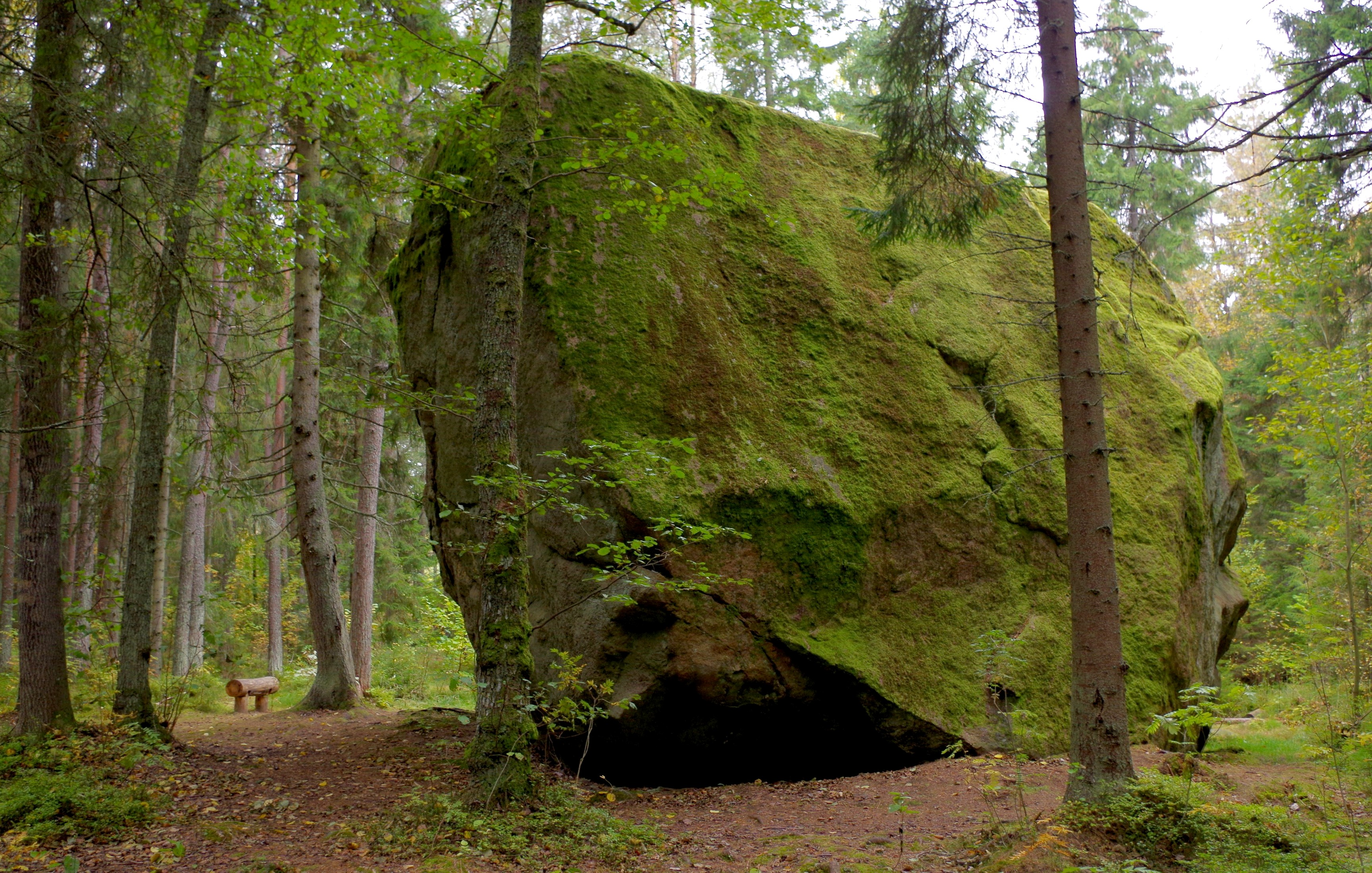
Валун Рохунеэме